# När farmor kokade rödkål
När farmor kokade rödkål är en novell av Bengt Anderberg som först publicerades i tidningen Vi året 1974. Novellen är en del ur boken En jul när jag var liten och har översatts till flera språk. Den svenska utgåvan är illustrerad av Sven Nordqvist, och den tyska utgåvan av Peter Knorr.

## Handling
Novellen handlar om en pojke vid namn Bengt som ska fira en vanlig jul, och börjar med att lille Bengt ska hjälpa farmor, farfar och farfarsfar att koka rödkål. Bengt, farfar och farfarsfar blir tillsagda att hämta rödkål, men det slutar med att Bengt hämtade rödkålen medan farfar och farfarsfar bråkade om grönsakshallen hette rotfruktskällaren eller kålrotskällaren. 
Bengt lämnade kålroten till farmor samtidigt som farfar och farfarsfar kom in i huset trötta på att skrika åt varann. Sedan sade farmor ”så ska vi ha äpplen och vitlök” och då började farfar gnälla om hur han ogillade vitlök. Då tyckte farmor att lille Bengt, farfar och farfarsfar skulle börja göra lite nytta och hämta resten av ingredienserna, vilket nu skedde omgående så att farmor kunde laga  sin ljuvligt doftande rödkål. Under tiden gjorde farfarsfar senap genom att krossa senapsfröna med sin kanonkula som han fick när han slogs mot kejsar Napoleon.

## Karaktärer
Det finns ett barn/barnbarn, en farmor, en farfar och en farfars far.
Barnet är Bengt Anderberg som var där medan historien utspelades. Av de äldre är farmor den drivande personen medan övriga följer det hon ber dem om.

## Böcker
- Bengt Anderberg (1974): När farmor kokade rödkål. I: Vi.
- Bengt Anderberg (1992): När farmor kokade rödkål. I: En jul när jag var liten. Harriet Alfons & Margot Henrikson: Rabén & Sjögren. Stockholm. Illustrerad av Sven Nordqvist. ISBN 9129620597
- Bengt Anderberg (2011): När farmor kokade rödkål. I: Julens bästa berättelser. Ordalaget Bokförlag. Stockholm. ISBN 9789174690088

## Översättningar
- Danska: Bengt Anderberg (1993): Da farmor kogte rødkål I: Jul da jeg var lille, Gyldendal
- Tyska: Bengt Anderberg (1996): Als Großmutter Rotkohl kochte. I: Angelika Kutsch: Weihnachten, als ich klein war. Hamburg: Oetinger. Illustrerad av Peter Knorr. ISBN 9783789140068